# Горно-Алтайская Автономная Советская Социалистическая Республика
Горно-Алтайская Автономная Советская Социалистическая Республика — автономная республика в составе РСФСР. 1 июня 1922 года была образована Ойротская автономная область, которая 7 января 1948 года стала Горно-Алтайской автономной областью. 25 октября 1990 года стала называться Автономной Советской Социалистической Республикой, а 3 июля 1991 года была объявлена Советской Социалистической Республикой, но не признана в этом статусе. 31 марта 1992 года регион стал Республикой Горный Алтай со столицей в Горно-Алтайске. Сельское хозяйство являлось основным занятием для большинства жителей. Как и современная Республика Алтай, Горно-Алтайская АССР граничила с Китайской Народной Республикой.
Российская Советская Федеративная Социалистическая Республика и некоторые другие республики СССР включали в себя административные подразделения с границами, проведенными в соответствии с национальностью или языком. Три вида таких подразделений включали двадцать автономных республик, восемь автономных областей и десять автономных округов.

## История
С 1922 по 1947 год данный регион назывался Ойротской автономной областью. В 1948 году она была переименована в Горно-Алтайскую автономную область, а в 1990 году стала называться Горно-Алтайской Автономной Советской Социалистической Республикой. 3 июля 1991 года регион был переименован в Горно-Алтайскую Республику, а 31 марта 1992 стал Алтайской Республикой. В настоящее время является субъектом Российской Федерации.
Административным центром Ойратской автономной областью был город Улала. В 1928 году его переименовали в Ойрот-Тура. Однако, в 1948 году регион был переименован в Горно-Алтайскую автономную область и Ойрот-Тура стал называться Горно-Алтайском.

## Население

### Этнические группы
По данным переписи населения СССР 1989 года в регионе проживало: русских — 60,4 %, алтайцев — 31,0 %. Остальные этнические группы включали в себя казахов (5,6 %) и прочие национальности, которые составляли менее 5 % от населения. Согласно данным Всероссийской переписи населения 2002 года, количество этнических алтайцев значительно выросло за 13 лет с момента предыдущей переписи.
|         | Перепись 1989 года | Перепись 2002 года |
| ------- | ------------------ | ------------------ |
| Алтайцы | 59 130 (31,0 %)    | 67 745 (33,5 %)    |
| Русские | 115 188 (60,4 %)   | 116 510 (57,4 %)   |
| Казахи  | 10 692 (5,6 %)     | 12 108 (6,0 %)     |
| Прочие  | 5 821 (3,1 %)      | 6 443 (3,2 %)      |

### Религия
Некоторые алтайцы обратились в христианство, но в 1904 году в общину местных алтайцев проникла новая религия бурханизм. Бурханизм способствовал распространению антироссийских настроений и был запрещен Коммунистической партией Советского Союза в 1930-х годах.

## Правительство
| Должность                                                                                                 | Срок полномочий | ФИО                       |
| --- | --------------- | ------------------------- |
| Первый секретарь Коммунистической партии Горно-Алтайской Автономной Советской Социалистической Республики | 1990-1991       | Валерий Иванович Чаптынов |
| Председатель Государственного Собрания Республики Алтай                                                   | 1990-1991       | Валерий Иванович Чаптынов |
| Председатель Правительства Республики Алтай                                                               | 1990-1992       | Владимир Иванович Петров  |